# تاريخ ضعف وسقوط الإمبراطورية الرومانية

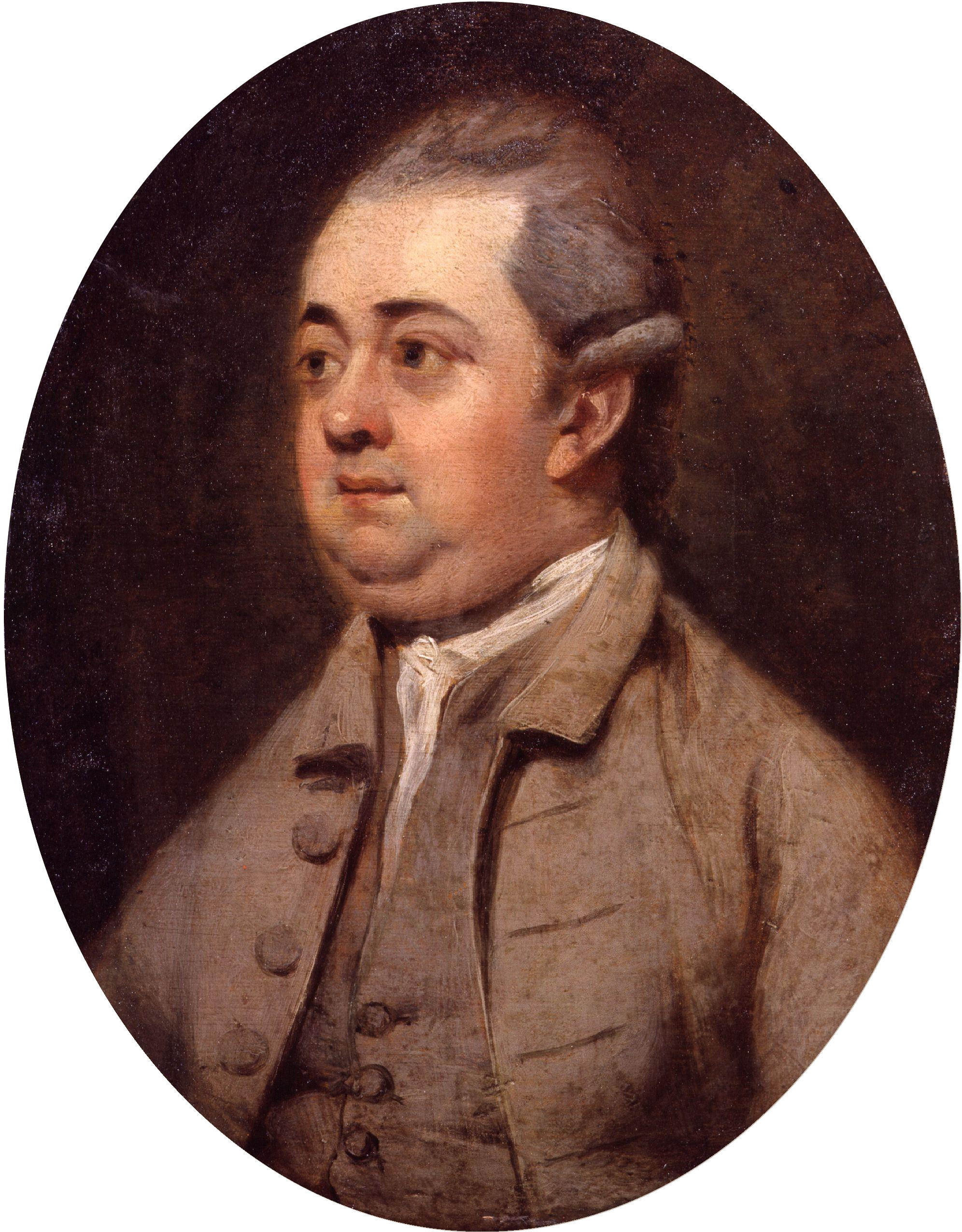
إدوارد جيبون (1737-1794)

هذه المقالة عن الكتاب. للاطلاع على الأحداث التاريخية، انظر تاريخ الإمبراطورية الرومانية وسقوط الإمبراطورية الرومانية الغربية. للتاريخ الذي ولدته نظريات جيبون، انظر تاريخ سقوط الإمبراطورية الرومانية الغربية. للحصول على تفاصيل النشر وقوائم الفصل، انظر الخطوط العريضة لتاريخ ضعف وسقوط الإمبراطورية الرومانية.
تاريخ ضعف وسقوط الإمبراطورية الرومانية هو كتاب تاريخ كتبه المؤرخ الإنجليزي إدوارد جيبون، يتتبع فيه مسار الحضارة الغربية (وكذلك الفتوحات الإسلامية والمغولية) منذ عصر قوة وازدهار الإمبراطورية الرومانية إلى سقوط بيزنطة. نشر في ستة مجلدات. المجلد الأول تم نشره في عام 1776 وخضع لست مطبوعات. تم نشر المجلدين الثاني والثالث في عام 1781؛ المجلدات الرابع والخامس والسادس في 1788-1789. نشرت المجلدات الأصلية في أقسام الرباعية، وهي ممارسة النشر الشائعة في ذلك الوقت. يغطي العمل تاريخ الإمبراطورية الرومانية منذ عام 98 إلى 1590 ميلاديا، وتاريخ أوائل المسيحية، ثم كنيسة الدولة الرومانية، وتاريخ أوروبا، ويناقش تراجع الإمبراطورية الرومانية في الشرق والغرب. بسبب الموضوعية النسبية والاستخدام الكثيف للمصادر الأولية، غير العادية في ذلك الوقت، أصبحت منهجيته نموذجاً للمؤرخين في وقت لاحق. أدى ذلك إلى أن يطلق على جيبون أول «مؤرخ حديث من روما القديمة».

## فرضية
يعرض جيبون تفسيرا لسقوط الإمبراطورية الرومانية، وهي مهمة صعبة بسبب عدم وجود مصادر مكتوبة شاملة، على الرغم من أنه لم يكن المؤرخ الوحيد الذي عمل في تلك المهمة.
وفقا لجيبون، استسلمت الإمبراطورية الرومانية إلى الغزوات البربرية إلى حد كبير بسبب الخسارة التدريجية للفضيلة المدنية بين مواطنيها.أصبحوا ضعفاء، واستعانوا بواجبهم للدفاع عن امبراطوريتهم للمرتزقة البربريين، الذين أصبحوا بعد ذلك عديدين ومتأصلين بحيث تمكنوا من السيطرة على الإمبراطورية. رأى أن الرومان غير مستعدين للعيش حياة عسكرية أكثر صرامة. بالإضافة إلى ذلك، جادل جابون بأن المسيحية خلقت الاعتقاد بأن حياة أفضل كانت موجودة بعد الموت، مما عزز اللامبالاة إلى الحاضر بين المواطنين الرومان، مما يقلل من رغبتهم في التضحية لغرض أكبر. كما اعتقد أن المسالمة النسبية المسيحية تميل إلى عرقلة الروح العسكرية الرومانية التقليدية. أخيرا، مثل المفكرين المنورين الآخرين والمواطنين البريطانيين الغارقين في المؤسسات المضادة للكاثوليكية، عقد جيبون في ازدراء العصور الوسطى ككاهن الكراهية، وخرافة الظلام العمر. لم يكن حتى التاريخ البشري بإمكانه أن يستأنف تقدمه حتى عصره الخاص «عصر العقل»، مع تركيزه على الفكر العقلاني.
رأى جيبون الحرس البريتوري على أنه المحفز الرئيسي للإضمحلال الأول للإمبراطورية والانهيار النهائي، وهي بذور زرعت بواسطة أوغسطس عندما تأسست الإمبراطورية. تستشهد كتاباته بأمثلة متكررة من الحرس البرازي الذي يسيء استخدام سلطته بنتائج مأساوية، بما في ذلك العديد من حالات الاغتيال الإمبراطوري والمطالب المستمرة بزيادة الأجور.
قارن بين حكم ديوكليتيان (284-305) وتشارلز الخامس (1519-1556)، مشيرا إلى أوجه التشابه السطحية. كان كلاهما يعاني من الحرب المستمرة واضطر إلى فرض ضرائب مفرطة لتمويل الحروب، اختار كل من التخلي عن الأباطرة في نفس العمر تقريبا، وكلاهما اختار لقيادة حياة هادئة عند تقاعدهم. مع ذلك، يجادل جيبون بأن هذه التشابهات سطحية فقط، وأن السياق الأساسي وشخصية الحكام مختلفين بشكل ملحوظ.

## الأسلوب
يتميز أسلوب جيبون في كثير من الأحيان من قبل المفارقة بشكل مثير للسخرية ونغمة حتى الآن حرجة. سقط في بعض الأحيان إلى الأخلاق والقول المأثور:
طالما أن البشرية ستواصل التصفيق الأكثر ليبرالية على مدمريها أكثر من متبرعيها، فإن عطش المجد العسكري سيكون دائما من أكثر الشخصيات تعبيرا.
إن تأثير رجال الدين، في عصر الخرافات، قد يكون مفيدا لتأكيد حقوق البشرية؛ ولكن الصلة بين العرش والمذبح حميمة جدا، أن راية الكنيسة نادرا ما ينظر إليها على جانب الشعب (الفصل الثالث ص5).
التاريخ... هو في الحقيقة أكثر قليلا من سجل جرائم وحماقات ومأساة للبشرية (المرجع السابق ص 65).
إذا كنا نقارن التقدم السريع لهذا الاكتشاف المؤذي [البارود] مع التقدم البطيء والمضطرب من العقل والعلوم وفنون السلام، فإن الفيلسوف، وفقا لمزاجه، سيضحك أو يبكي على حماقة البشرية (الفصل 65، الصفحة 68).

### اقتباسات وهوامش
يوفر جيبون للقارئ لمحة عن عملية التفكير مع ملاحظات واسعة على طول موضوع النص، تمهيدا للاستخدام الحديث من الهوامش. تشتهر الهوامش السفلية لجيبون بأسلوبها الفكري وغالبا ما تكون روح الدعابة، وقد سميت ب "الحديث عن طاولة جيبون". هي تقدم تعليقا أخلاقيا مسليا على كل من روما القديمة وبريطانيا العظمى في القرن الثامن عشر. مكنت هذه التقنية جيبون من مقارنة روما القديمة إلى عالمه المعاصر. يدعم عمل جيبون وجهة نظر عقلانية وتقدمية للتاريخ.
تقدم اقتباسات جيبون بالتفصيل المتعمق فيما يتعلق باستخدامه للمصادر لعمله، والتي تضمنت الوثائق التي يعود تاريخها إلى روما القديمة. التفاصيل التي توصل إليها وبحوزته وتحت رعايته لا تقارن بأهمية كل وثيقة  مقدمة لمنهجية الهوامش التاريخية الحديثة.
العمل ملحوظ لملاحظاته الغير منتظمة ولكن موثق بشكل كامل كما هي البحوث. قام جون بوري، بعده بعد 113 عاما مع تاريخه الخاص من الإمبراطورية الرومانية في وقت لاحق، بالثناء على عمق ودقة عمل جيبون. على نحو غير عادي للمؤرخين في القرن الثامن عشر، لم يكن جيبون راضيا عن الحسابات المستعملة عندما كانت المصادر الأساسية متاحة. «لقد سعت دائما»، كتب جيبون، «لرسم من نافورة الرأس؛ أن فضولي، فضلا عن الإحساس بالواجب، ودائما حثني لدراسة الأصول الأصلية، وأنه، إذا كنت قد تخليت أحيانا عن بحثي، لقد وضعت علامة بعناية على الأدلة الثانوية، على من يؤمن بمسار أو حقيقة تم تخفيضها إلى الاعتماد عليها». الانحدار والسقوط هو نصب أدبي وخطوة هائلة إلى الأمام في الطريقة التاريخية.

## النقد
تم نشر العديد من التقارير التي انتقدت عمله. ردا على ذلك، دافع جيبون عن عمله مع نشر 1779، A فينديكاتيون... من ضعف وسقوط الإمبراطورية الرومانية. أثارت تصريحاته حول المسيحية هجمات قوية بشكل خاص، ولكن في منتصف القرن العشرين، ادعى مؤلف واحد على الأقل أن "مؤرخي الكنيسة يسمحون بالعقل الكبير للمواقف الرئيسية في (جيبون).

### عدد الشهداء المسيحيين
تحدى جيبون تاريخ الكنيسة من خلال تقدير أعداد أقل بكثير من الشهداء المسيحيين مما كان مقبولا تقليديا. نادرا ما تم استجواب نسخة الكنيسة منذ أوائل تاريخها من قبل. مع ذلك، كان جيبون يعرف أن كتابات الكنيسة كانت مصادر ثانوية، ورفضها هو شيء يعد لصالح المصادر الأولية.

### نقد القرآن ومحمد
تعكس تعليقات جيبون على القرآن ومحمد رؤيته للنص العلماني، وليس الإلهي، للنص. أوضح في الفصل 33 الحكاية الواسعة الانتشار (ربما اليهودية في الأصل) للسبع غفلات ، ولاحظ "هذه الحكاية الشعبية التي قد يتعلمها ماهوميت عندما قاد جماله إلى معارض سوريا، الوحي، في القرآن ". عرضها فداءا لحياة محمد مرة أخرى عكس نهجه العلماني: "في سلوكه الخاص، ماهوميت انغمس في شهية الرجل، وإساءة استخدام ادعاءات النبي، والوحي الخاص استغنى عنه من القوانين التي كانت قد فرضت على أمته: تم التخلي عن الجنس، دون احتياطي، لرغباته؛ وهذا الحق المفرد أثار الحماس، بدلا من الفضيحة، تبجيل، بدلا من الحسد، عند المسلمين المتدينين.

### المسيحية كمساهم في الخريف والاستقرار: الفصل الخامس عشر والسادس عشر
نشر المجلد الأول أصلا في أقسام، كما كان شائعا للأعمال الكبيرة في ذلك الوقت. حظي أولهما بقبول جيد وأشاد على نطاق واسع. كان الجزء الأخير من المجلد الأول، وخاصة الفصلين الخامس عشر والسادس عشر، مثيرين للجدل إلى حد كبير، وهاجم جيبون باعتباره «الوثنية». اعتبر فولتير أنه قد أثر على ادعاء جيبون بأن المسيحية كانت مساهما في سقوط الإمبراطورية الرومانية. كما قال أحد المعلقين المسيحيين في عام 1840:
مع تقدم المسيحية، تصيب الكوارث [الإمبراطورية الرومانية]، والعلوم، والأدب، والتدهور الهمجي، وكل ما يصاحبها من ثورات متصاعدة تبدو وكأنها عواقب انتصارها الحاسم، ويتكيف القارئ الغافل، مع البراعة التي لا مثيل لها، والاستنتاج المرغوب فيه - أسلوب مانيشيسم المكره من كانديد، وفي الواقع، من جميع إنتاجات مدرسة فولتير التاريخية بمعنى «، أنه بدلا من أن يكون رحيما، وتحسينيا، ويحسن الزيارة، دين المسيحيين بدلا من ذلك يبدو أن يكون آفة أرسلت على الإنسان بواسطة مؤلف كل الشر».
اعتقد جيبون أن المسيحية قد عجلت الخريف، ولكن أيضا حسنت النتائج:
بما أن سعادة الحياة المستقبلية هي الكائن العظيم للدين، قد نسمع دون مفاجأة أو فضيحة أن إدخال المسيحية على الأقل، أو على الأقل، كان له بعض التأثير على تراجع وسقوط الإمبراطورية الرومانية. بشر رجال الدين بنجاح مذاهب الصبر وبوسيلانيميتي. لم يتم تثبيط فضائل المجتمع النشطة؛ وقد دفن آخر رفات من الروح العسكرية في الدير: تم تكريس جزء كبير من الثروة العامة والخاصة للمطالب الخادعة للجمعيات الخيرية والتفاني؛ وكانت أجور الجنود مزدحمة على جماعات عديمة الفائدة من كلا الجنسين الذين لا يستطيعون سوى التمسك بمزايا الامتناع عن العفة،الإيمان، والحماس، والفضول، والمزيد من المشاعر الدنيوية من الطعم والطموح، وشعل اللهب من اللاهوت الخلاف؛ والكنيسة، وحتى الدولة، كانت مشتتة من قبل الفصائل الدينية، التي كانت صراعاتها دموية في بعض الأحيان ودائمة دائما؛ تم تحويل انتباه الأباطرة من المخيمات إلى السينودس. كان العالم الروماني مضطهدا من قبل نوع جديد من الطغيان. وأصبحت الطوائف المضطهدة  هم الأعداء السريين لبلدهم. مع ذلك، فإن روح الحزب، مهما كانت خبيثة أو سخيفة، هي مبدأ الاتحاد وكذلك من الخلاف. الأساقفة، من ثمانمائة المنبر، غرس واجب الطاعة السلبية لسيادة الشرعية والأرثوذكسية؛ حافظت تجمعاتها المتكررة ومراسلاتها الدائمة على إقامة الكنائس البعيدة؛ وتم تعزيز المزاج الخير من الإنجيل، على الرغم من تأكيد، من قبل التحالف الروحي من الكاثوليك. احتضن الإرث المقدس من الرهبان ديفيوتلي من قبل السن الخشن وإفمينات. لكن إذا كانت الخرافات لم توفر ملاذا لائقا، فإن الرذائل نفسها كانت ستجذب الرومان الذين لا يستحقون العناء إلى الصحراء، من الدوافع الأساسية، ومستوى الجمهورية. تطيع التعاليم الدينية بسهولة التي تنغمس وتقدس الميول الطبيعية من ناخبيهم؛ ولكن التأثير النزيه والحقيقي للمسيحية يمكن أن يعزى في آثارها المفيدة، وإن كانت ناقصة، على بروسيليتس البربرية من الشمال. إذا كان تسارع الإمبراطورية الرومانية قد سارع من خلال تحويل قسطنطين، دينه المنتصر الذي حطم عنف السقوط، وضرب المزاج الشرس للفاتحين (الفصل 38).

### الوثنية المتسامحة
انتقد جيبون لتصويره الوثنية على أنها متسامحة وتصويره للمسيحية على أنها غير متسامحة. في مقالة ظهرت في عام 1996 في مجلة الماضي والحاضر، ه. أ.دريك يتحدى فهم الاضطهاد الديني في روما القديمة، التي يعتبرها «المخطط المفاهيمي» الذي استخدمه المؤرخون للتعامل مع هذا الموضوع على مدى ال 200 سنة الماضية، والتي كان ممثلها البارز هو جيبون. وقد كتب جيبون:
اعتبر الشعب مختلف طرق العبادة التي سادت في العالم الروماني على قدم المساواة؛ بواسطة الفلاسفة كاذبة على حد سواء؛ وبنفس هذا القدر كانت أيضا فائدة القاضي.
إحصاءات دريك:
مع مثل هذه السكتات الدماغية المدمرة، يدخل جيبون في مؤامرة مع قرائه: على عكس الجماهير الشريفة، ونحن الكوزموبوتاليين الذين يعرفون استخدامات الدين كأداة للرقابة الاجتماعية. هكذا، فإن جيبون يناقض مشكلة خطيرة: لثلاثة قرون قبل قسطنطين، الوثنيين المتسامحين الذين كانوا الناس الذين عاصروا عصر الضعف والسقوط كانوا واضعين للعديد من الاضطهاد، حيث كان المسيحيون هم الضحايا.غطت هذه الحفرة المحرجة في حجت جيبون مع ديمور كليا. بدلا من الإنكار التام، قال انه بخفاء بإخلاص هذه المسألة عن طريق تحويل قضاة الرومان إلى نماذج من الحكام التنويريين - المضطهدين المترددين، وهم متطورون جدا على أن يكونوا متدينين.

### سوء تفسير بيزنطة
البعض الآخر مثل جون جوليوس نورويتش، على الرغم من إعجابهم بتطويره للمنهجية التاريخية، يعتبرون وجهات نظر غيبون العدائية حول الإمبراطورية البيزنطية معيبة ويوجهون اللوم له إلى حد ما لعدم اهتمامهم بالموضوع خلال القرنين التاسع عشر وأوائل القرن العشرين. هذا الرأي قد يقبله جيبون نفسه: "لكنني لا أعتزم التفرغ بنفس الدرجة على كامل سلسلة التاريخ البيزنطي". لكن المؤرخ الروسي جورج أوستروغورسكي كتب: "كان جيبون وليبيو المؤرخين الحقيقيين- وجيبون فقط عظيم جدا - وكذلك كانت أعمالهم، على الرغم من عدم كفاية الواقعية، لمرتبة عالية لعرضهم موادهم.

## أفكار جيبون
كانت خطة جيبون الأولية هي كتابة تاريخ «لانحدار وسقوط مدينة روما»، وسرعان ما وسع نطاقه ليشمل الإمبراطورية الرومانية كلها. على الرغم من أنه نشر كتب أخرى، كرس جيبون الكثير من حياته لهذا العمل فقط (1772-89). سيرة ذاتية ومذكرات حياته وكتابات مكرسة إلى حد كبير إلى تأملاته حول كيف أصبح الكتاب تقريبا حياته. قارن بين نشر كل حجم ناجح لطفل حديث الولادة.

## تعديلات
واصل جيبون مراجعة عمله وتغييره حتى بعد نشره. عولجت تعقيدات المشكلة في مقدمة (وومرسلي) في طبعته الكاملة.

## في طباعة تعديلات كاملة
* جي.بي.بوري إد. 7 مجلدات (لندن: ميثون، 1909-1914)، تم إعادة طباعته (نيو يورك: صحافة(أ إم إس)، 1974).(أي إس بي إن) 0-404-02820-9.
*هيو تريفور-روبر، إد. 6 مجلدات (نيويورك: مكتبة كل شخص، 1993-1994). النص، بما في ذلك يتضمن ملاحظات جيبون، هو من دفن ولكن دون ملاحظاته.(أي إس بي إن) 0-679-42308-7 (مجلدات 1-3)؛ (أي إس بي إن) 0-679-43593-X (مجلدات 4-6).
*ديفيد وميرسلي، إد. 3 مجلدات. دعامة (لندن: ألين لين، 1994)؛ دعامة ورقية -(نيويورك: كتب البطاريق، 2005؛ 1994). يتضمن الفهرس الأصلي، والإثبات (1779)، الذي كتبه جيبون ردا على الهجمات على صورته الكاوية المسيحية. تتضمن طبعة عام 2005 مراجعات طفيفة وتسلسل زمني جديد.
*(أي إس بي إن) 0-7139-9124-0 (3360 p.)؛ (أي إس بي إن) 0-14-043393-7 (v.1،) 1232 p.)؛ (أي إس بي إن) 0-14-043394-5 (v.2، 1024 صفحات)؛ (أي إس بي إن) 0-14-043395-3 (v.3، 1360 صفحة).

## في الطباعة المختصرة
ديفيد وميرسلي، إد. مجلد واحد (نيو يورك: كتب البطاريق، 2000). يشمل جميع الهوامش السبعة عشر من الفصل الواحد والسبعين الأصلي. (أي إس بي إن) 0-14-043764-9، 848 صفحة).
هانز-فريدريش مولر، إد.مجلد واحد وهو نسخة مختصرة (نيويورك: منزل عشوائي، 2003). يتضمن مقتطفات من كل واحد وسبعين فصلا. يزيل الهوامش، والمسوحات الجغرافية، وتفاصيل تكوينات المعركة، والروايات الطويلة للحملات العسكرية، والأثنوغرافيات والمعلومات الخاصة بالأنساب. استنادا إلى القس [عميد] طبعة ميلمان من 1845 (انظر أيضا تعديل غوتنبرغ إتكست). (أي إس بي إن) 0-375-75811-9، (ورقة تجارية، 1312صفحة)؛ (أي إس بي إن) 0-345-47884-3 (ورقة السوق التجاري الشعبي، 1536صفحة).

## الميراث
استخدم العديد من الكتاب الاختلافات في عنوان السلسلة (بما في ذلك استخدام «ازدهار وسقوط» بدلا من «صعود وسقوط»)، وخاصة عند التعامل مع الدول الكبيرة أو الإمبراطوريات. يرى بيرس بريندون أن عمل جيبون «أصبح الدليل الأساسي للبريطانيين الذين كانوا حريصين على رسم مسارهم الإمبراطوري، وقد وجدوا مفتاح فهم الإمبراطورية البريطانية في أنقاض روما».
- صمم التحقيق في الأسباب الدائمة لانخفاض وسقوط الأمم القوية والثرية ليوضح كيف يمكن ازدهار الإمبراطورية البريطانية (1805)، وليام بلايفير[26]
- ازدهار وسقوط الحكومة الكونفدرالية (1868)، جيفرسون ديفيس
- ضعف وسقوط عملي للجميع (1950)، من قبل الساخر ويل كوبي
- ضعف وسقوط الرايخ الثالث (1959)، وليام شيرر
- الشمس الصاعدة: ضعف وسقوط الإمبراطورية اليابانية (1970)، جون تولاند (مؤلف)
- ضعف وسقوط العلوم (1976)، سيليا الأخضر
- القرون العثمانية: ازدهار وسقوط الإمبراطورية التركية (1977)، اللورد كينروس
- ضعف وسقوط الكنيسة الرومانية (1983)، مالاشي مارتن
- ضعف وسقوط الإمبراطورية الفرويدية (1986)، هانز إيسينك
- ارتقاء وسقوط القوى العظمى (1987)، بول كينيدي
- ضعف وسقوط الأرستقراطية البريطانية (1990)، ديفيد كانادين
- ازدهار وسقوط الإمبراطورية البريطانية (1998)، لورانس جيمس
- ضعف وسقوط بريطانيا الرومانية (2000)، نيل فولكنر
- الإمبراطورية: صعود وازدراء النظام العالمي البريطاني ودروس القوة العالمية (2002)، نيال فيرغسون
- ضعف وسقوط الكنيسة الكاثوليكية في أمريكا (2003)، ديفيد كارلين
- ضعف وسقوط الإمبراطورية البريطانية (2007)، بيرس بريندون
- ثلاثة انتصارات وهزيمة: تقدم وسقوط الإمبراطورية البريطانية الأولى (2008)، بريندان سيمز
- ضعف وسقوط الإمبراطورية الساسانية (2008)، بارفانه بورشارياتي
- ضعف وسقوط الجمهورية الأمريكية (2010)، بروس أكرمان
- انتصار ومأساة: تقدم وسقوط الأباطرة العظماء لروما (2010)، الكسندر كاندوسي
- ازدهار وسقوط الإمبراطورية البريطانية: ميركانتيليسم والدبلوماسية والمستعمرات (2015)، فيليب .جي. سميث

وفي الفيلم:
- سقوط الإمبراطورية الرومانية (1964)
- ضعف الحضارة الغربية (1981)، بينيلوبي سفيريس
- ضعف الإمبراطورية الأمريكية (1986)، دنيس أركاند

وفي التلفزيون:
- روما القديمة: تقدم وسقوط الإمبراطورية (2006)

ذكر العنوان والمؤلف في قصيدة نويل كوارد الكوميدية "أنا ذهبت إلى حزب رائع". في قصيدة "مؤسسة نجاح الخيال العلمي"، اعترف إسحاق أسيموف بأن مؤسسته سلسلة - حكاية ملحمية من سقوط وإعادة بناء إمبراطورية المجرة - كتبت "مع القليل من الكريبين" / من أعمال إدوارد جيبون".
في عام 1995، نشرت مجلة متخصصة للمنح الدراسية الكلاسيكية، كلاسيكيات ايرلندا، ونشرت أفكار الموسيقي البائس إيغي بوب على انطباق انخفاض وسقوط الإمبراطورية الرومانية إلى العالم الحديث في مقال قصير، قيصر ليفز، (المجلد 2، 1995) الذي أشار فيه إلى أن "أميركا هي روما، وبطبيعة الحال، لماذا لا ينبغي أن تكون؟ نحن جميعا أطفال رومان، لأفضل أو أسوأ ... أتعلم الكثير عن الطريقة التي يعمل بها مجتمعنا حقا، لأن أصول النظام - العسكرية ، دينية، سياسية، استعمارية، زراعية، مالية - كلها تدرس في مراحلها الأولى، لقد اكتسبت منظورا.

## روابط خارجية
- تاريخ ضعف وسقوط الإمبراطورية الرومانية على موقع الموسوعة البريطانية (الإنجليزية)